# Ingasäter-Rödegårdens naturvårdsområde
Ingasäter-Rödegårdens naturvårdsområde är ett naturvårdsområde (sedan 1999 likställt med naturreservat) i Skövde kommun i Västra Götalands län.
Området är skyddat sedan 2007 och omfattar 34 hektar. Det är beläget på Billingens nordostsluttning och gränsar i norr till naturreservatet Garparör och består av betesmarker, lövklädda hagmarker och betade igenväxningsmarker.

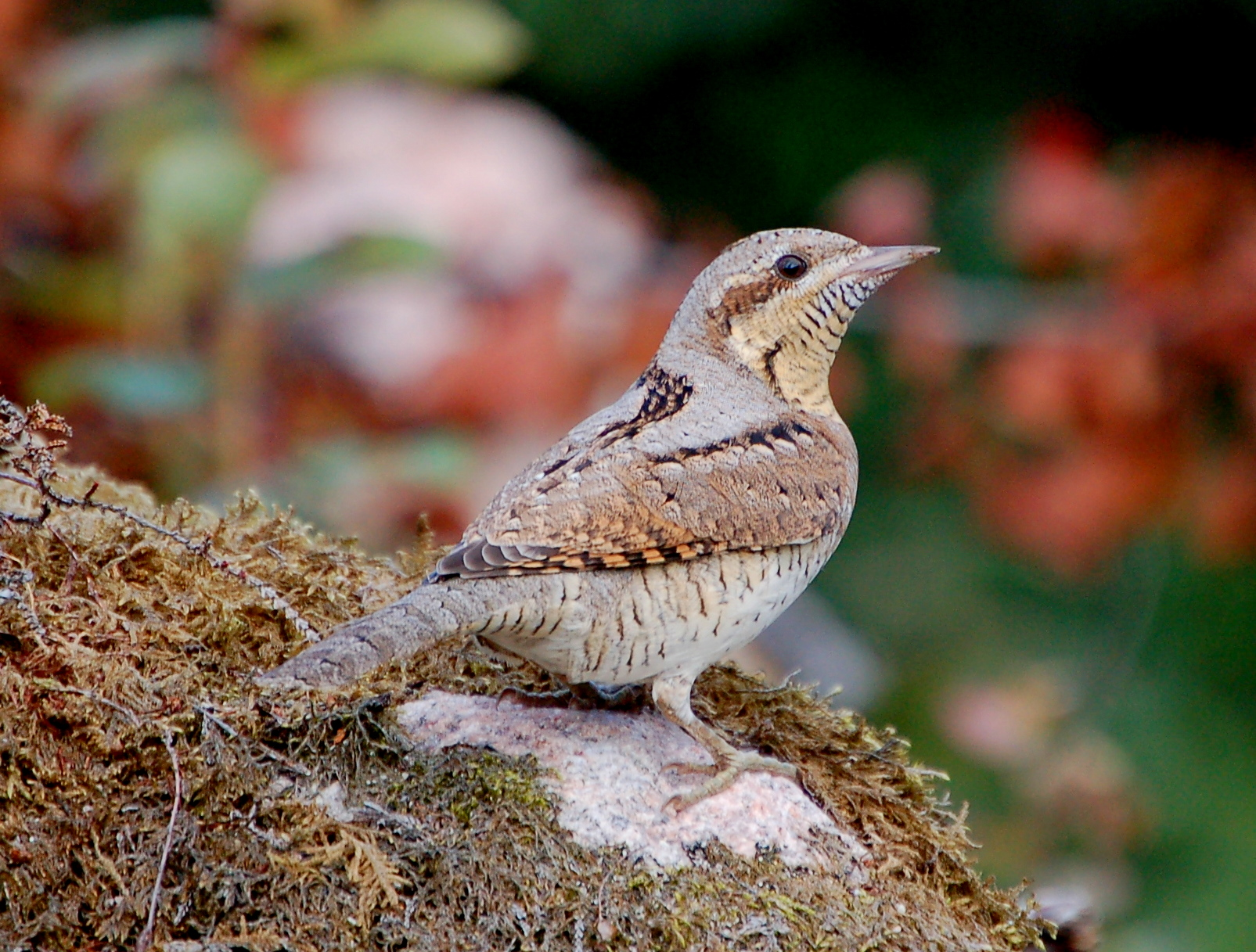
Göktyta

Inom naturreservatet finns många gamla grova ädellövträd. Där finns ek, ask och alm. De gamla träden har stor betydelse för områdets lövskogsfåglar. Där finns bl.a. mindre hackspett och göktyta. Träden har en värdefull moss- och lavflora. Väster om Rödegården finns flera alkärr och i skogen en del källdrag. En bäck rinner i de nordvästra delarna vid Ingasäter och vidare in i naturreservatet Garparör.
Naturreservatet ligger i en bygd som sedan mycket lång tid varit bebodd. Där finns odlingsterrasser, odlingshak, odlingsrösen, stenmurar och hamlade träd.